# Загвоздка

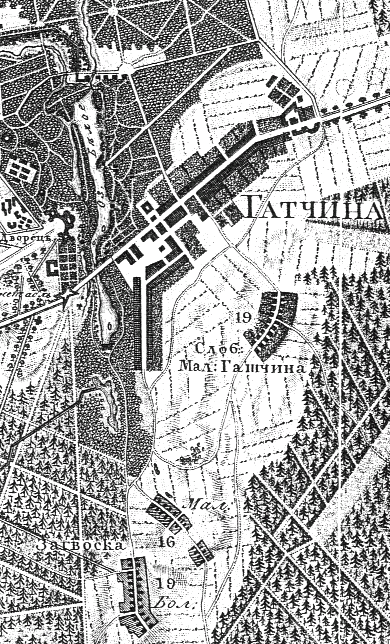
Деревни Большая Загвоска, Малая Загвоска и Малая Гатчина на карте 1817 года

Загво́здка (фин. Ala-Sakoska) — исторический район города Гатчины (Ленинградская область). Находится на востоке города, между железной дорогой и окружной автомобильной дорогой. Преимущественно малоэтажная жилая застройка, в том числе старинные деревянные дома на ул. Солодухина.

## История
Первое упоминание о деревне Загвоздка — Зогозка на Хотчине встречается среди населённых пунктов Богородицкого Дягиленского погоста по переписи 1500 года.
Деревня швед. Sagoska обозначена на карте Ингерманландии А. И. Бергенгейма, составленной по материалам 1676 года.
Под названием Загоска деревня упоминается до 80-х годов XVIII века (например на карте Санкт-Петербургской губернии Я. Ф. Шмидта 1770 года).
На карте Санкт-Петербургской губернии 1792 года А. М. Вильбрехта она обозначена как деревня Загорка.
Затем название сменилось на Загвоздка.
А в 1794 году впервые раздельно упоминаются деревни Большая Загвоздка и Малая Загвоздка.
В 1796 год, когда Гатчина по указу Павла I стала городом, к деревне была проведена улица, получившая название Загвоздинская (позже она называлась Люцевская, а ныне — улица Чкалова).
Деревня являлась вотчиной императрицы Марии Фёдоровны из которой в 1806—1807 годах были выставлены ратники Императорского батальона милиции.
Деревня Малая Загвоска из 16 дворов, обозначена на карте окрестностей Санкт-Петербурга 1817 года.
Деревня Малая Загвозка из 13 дворов, упоминается на «Топографической карте окрестностей Санкт-Петербурга» Ф. Ф. Шуберта 1831 года.

МАЛАЯ ЗАГВОЗДКА — деревня принадлежит ведомству Гатчинского городового правления, число жителей по ревизии: 52 м. п., 42 ж. п. (1838 год)

В пояснительном тексте к этнографической карте Санкт-Петербургской губернии П. И. Кёппена 1849 года она записана как деревня Ala-Sakoska (Малая Загвоздка) и указано количество её жителей на 1848 год: эвремейсов — 39 м. п., 30 ж. п., савакотов — 37 м. п., 39 ж. п., всего 145 человек.
В 1853 году был открыт Варшавский вокзал, расположившийся непосредственно рядом с Загвоздкой.
Это событие дало толчок к росту деревни.

ЗАГВОЗДКА — деревня Гатчинского дворцового правления, по просёлочной дороге, число дворов — 15, число душ — 62 м. п. (1856 год)

ЗАГВОЗДКА МАЛАЯ — деревня удельная при колодце, число дворов — 18, число жителей: 58 м. п., 83 ж. п. (1862 год)

Согласно карте 1879 года деревня называлась Малая Загвозка и состояла из 16 крестьянских дворов.

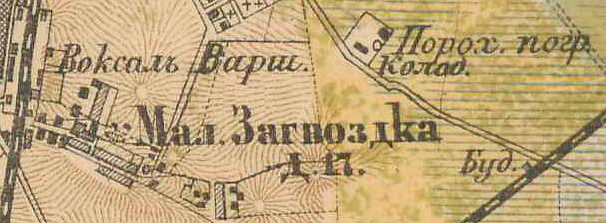
План деревни Малая Загвоздка. 1885 год

В 1885 году деревня Малая Загвоздка насчитывала 17 дворов.
Согласно данным первой переписи населения Российской империи:

ЗАГВОЗДКА МАЛАЯ — деревня, православных — 226, римско-католиков — 80, протестантов — 202, мужчин — 247, женщин — 267, обоего пола — 514. (1897 год)

В конце XIX — начале XX века деревня административно относилась к Гатчинской волости 2-го стана Царскосельского уезда Санкт-Петербургской губернии. Население деревни было смешанным — финско-русским.
По данным «Памятной книжки Санкт-Петербургской губернии» за 1905 год земля при деревне Малая Загвоздка принадлежала крестьянину Казимиру Казимировичу Петселю.
В 1910 году в Загвоздке открылась школа. Учителем в ней работал П. Инки.

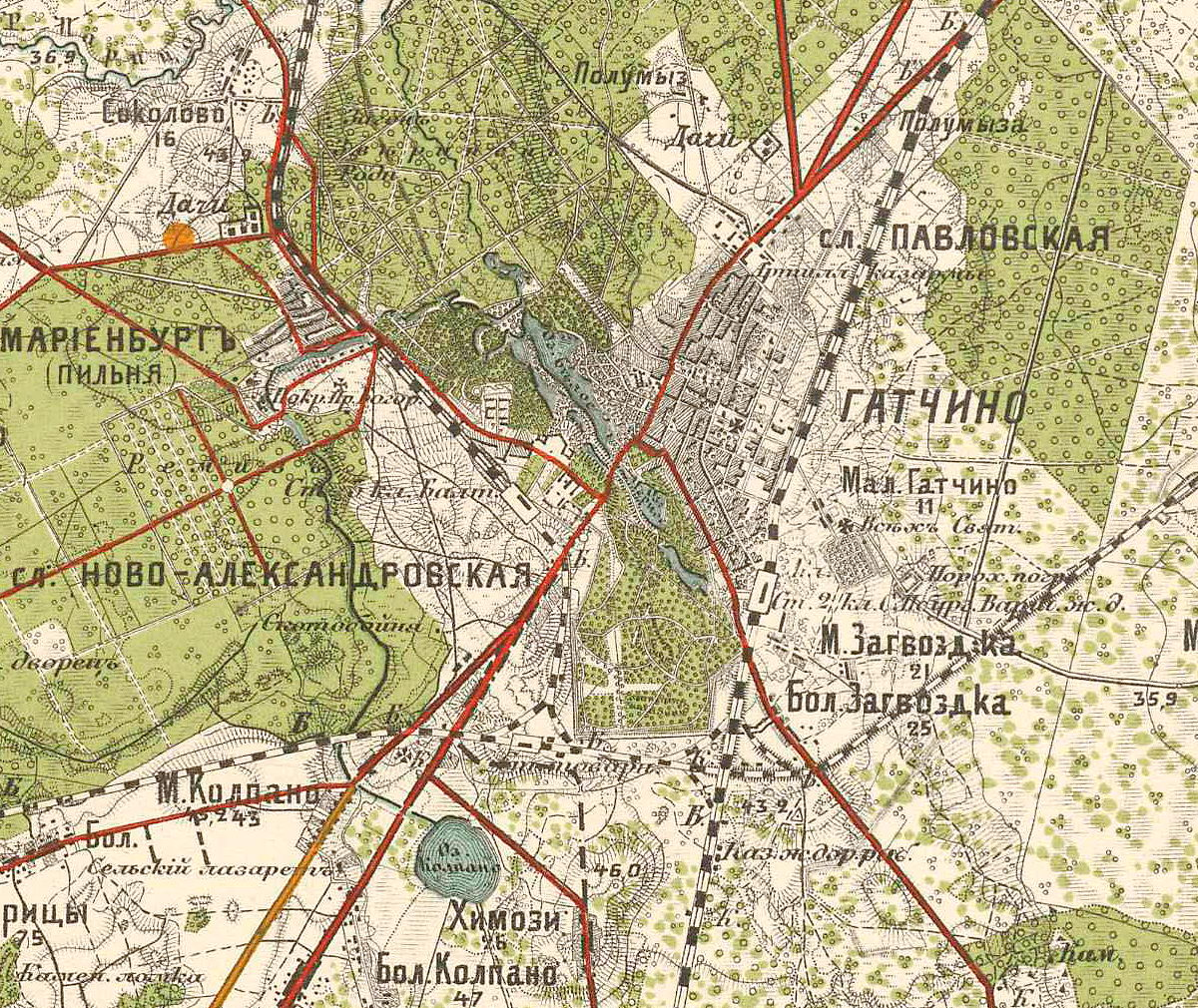
Деревни Большая Загвоздка, Малая Загвоздка и Малое Гатчино на карте 1913 года

К 1913 году Загвоздка насчитывала 21 двор.
К северу от Загвоздки располагалась деревня Малая Гатчина (Солодуха). Когда в XIX веке Гатчина начала становится дачным центром, между этими деревнями появилось много деревянных домов, и вся территория за железной дорогой слилась в большой дачный посёлок. Именно на его месте образовался современный исторический район города Гатчина, называемый Загвоздка.
Согласно данным переписи населения СССР 1926 года в деревне Малая Загвоздка Замостьевского сельсовета Троцкой волости Троцкого уезда проживали 220 человек — большинство финны, а также русские, поляки и литовцы.

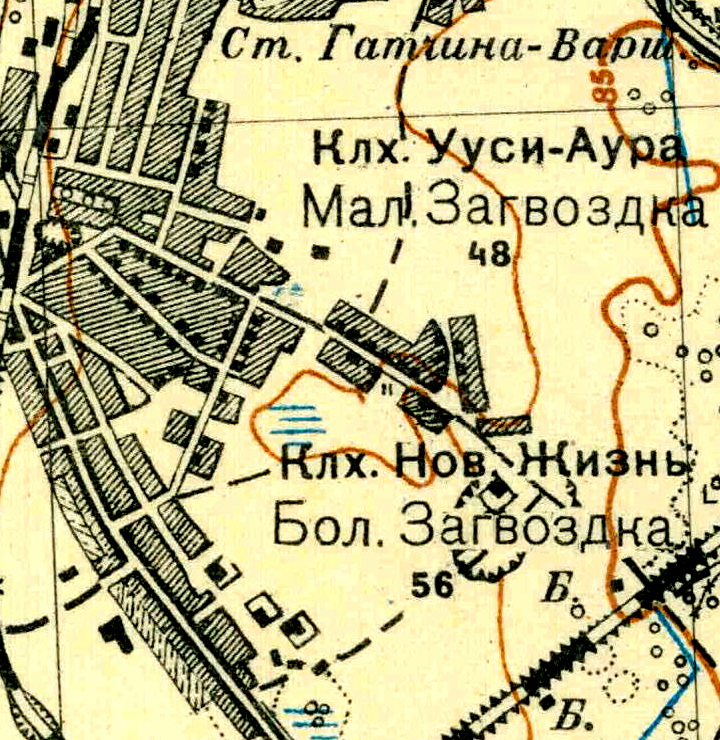
План деревень Малая и Большая Загвоздка. 1931 год

По административным данным 1933 года деревня называлась Малая Загвоздка и входила в состав Колпанского финского национального сельсовета Красногвардейского района.
В 1930-е годы в деревне Малая Загвоздка располагался колхоз «Ууси-Аура», деревня насчитывала 48 дворов.
По данным 1966 года деревня Малая Загвоздка входила в состав Воскресенского сельсовета
В 1997 году в деревне Малая Загвоздка, находящейся в административном подчинении города Гатчина, постоянного населения не было.

## Происхождение названия
Существуют различные версии происхождения названия района.
- По одной из легенд, когда Пётр I во время Северной Войны проезжал мимо Гатчины рядом с деревнями, у его кареты сломалась спица. Раздосадованный царь произнёс: «Вот загвоздка!». А когда карета проехала ещё небольшое расстояние, сломалась вторая спица, и Пётр сказал: «А это уже большая загвоздка!»[23].

## Примечательные места и строения
- Промзона № 1: Гатчинский ДСК, Гатчинский ССК, завод «Буревестник»
- Городское кладбище: руинированная церковь Всех Святых, церковь Усекновения Главы Иоанна Предтечи

## Известные уроженцы
- Аале Мария Тюнни-Хаавио — финская, ингерманландская поэтесса, переводчица, драматург, театральный критик. Победитель XIV Летних Олимпийских игр 1948 года в Лондоне. Почётный доктор философии, академик финской Академии наук и литературы[6]

## Улицы микрорайона
- Железнодорожная улица
- Ленинградская улица
- улица Солодухина (б. Малогатчинская)
- Индустриальная улица
- улица «Правды»
- улица Металлистов
- улица Строителей
- Станционная улица
- улица Александрова
- улица Максимкова (б. 2-я Станционная)
- Промышленная улица
- Механическая улица
- Фрезерная улица
- Торфяная улица
- Средний переулок
- Вокзальная улица
- Вокзальный переулок (б. Антоновский)
- Средний переулок
- Песочная улица
- улица Лермонтова (б. Парковая)
- Бельгийский переулок
- улица Герцена
- Детскосельская улица
- улица Нади Федоровой
- Колхозная улица
- улица Льва Толстого (б. Владимирская)
- Багажная улица
- Багажный переулок
- Овражная улица
- Овражный переулок
- Безымянный переулок
- Варшавская улица
- улица Ополченцев-Балтийцев (б. Главная)
- Пограничная улица
- улица Кольцова (б. Казанская)
- улица Некрасова (б. Романовская)
- переулок Некрасова
- улица Гоголя (б. Мещанская)
- переулок Гоголя
- Кленовая улица
- Луговая улица
- Шоссейная улица
- Ягодный переулок
- Тосненская улица
- 1-й Тосненский переулок
- 2-й Тосненский переулок
- 3-й Тосненский переулок
- Тосненская линия
- Парковая улица
- Широкая улица
- Приоратская улица
- улица Сойту (б. Сергеевская слобода)